# Iwatsuki-ku

Position de l'arrondissement d'Iwatsuki dans la ville de Saitama.

Iwatsuki (岩槻区, Iwatsuki-ku) est un arrondissement de la ville de Saitama, située dans la préfecture de Saitama, au Japon.

## Géographie

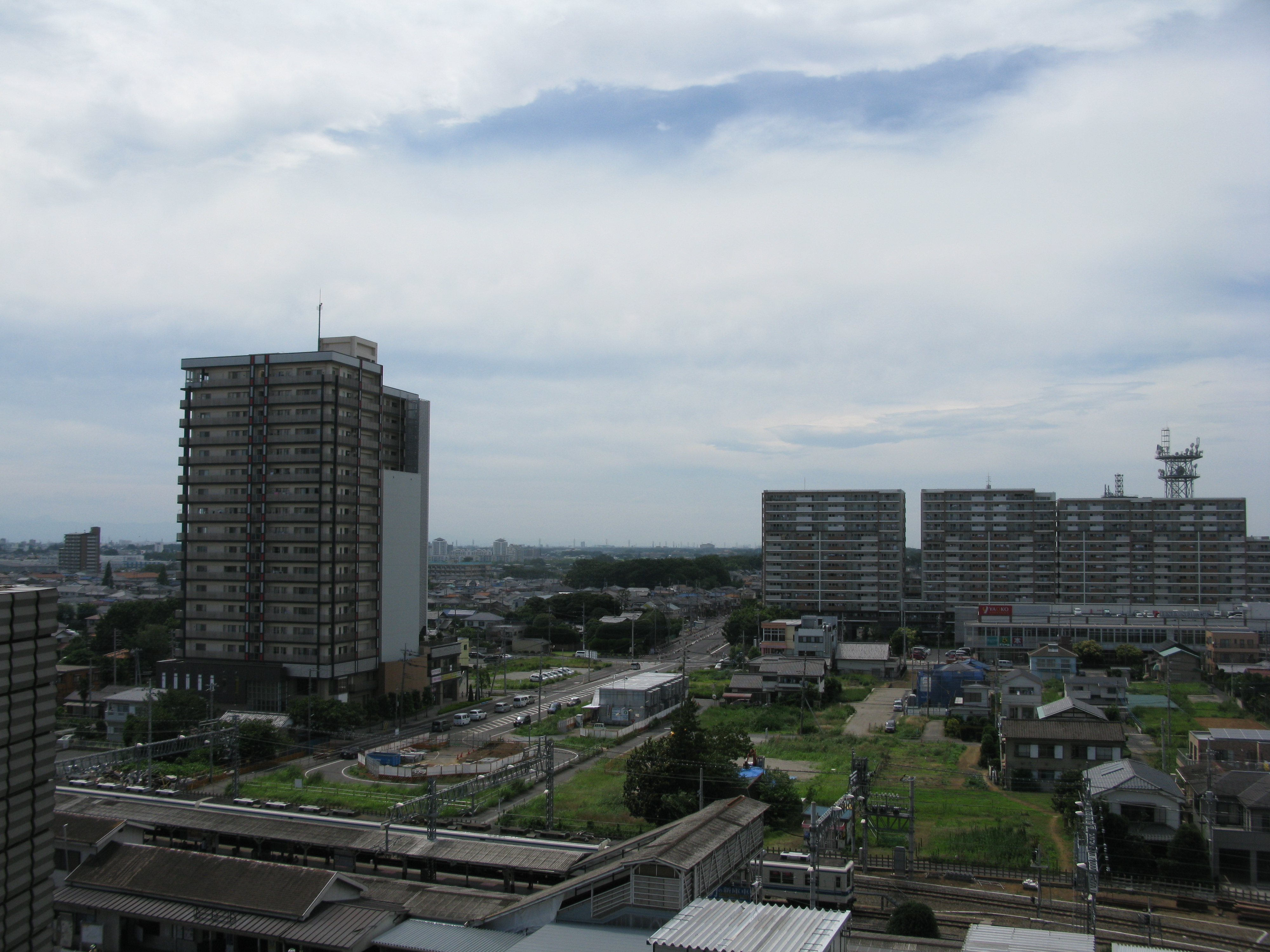
Vue d'Iwatsuki-ku.

### Situation
Iwatsuki est situé dans le nord-est de la ville de Saitama, dans la préfecture de Saitama, au Japon.

### Démographie
Au 1er avril 2017, la population d'Iwatsuki-ku comptait 111 858 habitants (8,7 % de la population de la ville de Saitama) répartis sur une superficie de 49,17 km2.

## Histoire
L'arrondissement a été créé en 2005 lorsque l'ancienne ville d'Iwatsuki a été incorporée à Saitama.

## Transports
L'arrondissement est desservi par la ligne Urban Park de la compagnie Tōbu.

## Jumelage
- Vancouver (Canada)